# Kristinehamns, Askersunds, Nora och Lindesbergs valkrets
Kristinehamns, Askersunds, Nora och Lindesbergs valkrets var i riksdagsvalen till andra kammaren 1866–1893 en egen valkrets med ett mandat. Valkretsen, som alltså omfattade städerna Kristinehamns stad, Askersunds stad, Nora stad och Lindesbergs stad, avskaffades inför valet 1896 då Kristinehamn och Askersund fördes till Kristinehamns, Filipstads och Askersunds valkrets medan Nora och Lindesberg flyttades till Köpings, Nora, Lindesbergs och Enköpings valkrets.

## Riksdagsmän
- Johan Jakob Magnell (1867–1869)
- Carl Nordenfelt (1870–1872)
- Lars Andersson (1873–1874)
- Carl Nordenfelt (1875)
- Severin Löwenhielm, c (1876–1881)
- Albert Forsell (1882–1884)
- Jakob Ekman (1885–första riksmötet 1887)
- Fredrik Broström (andra riksmötet 1887–1896)